# Pôle de Renaissance Communiste en France
Pôle de Renaissance Communiste en France (PRCF, ungefär "Samling för kommunistisk pånyttfödelse i Frankrike") är ett franskt kommunistisk parti grundat januari 2004. Tidigare var det en fraktion inom franska kommunistpartiet (PCF) som ogillade den förvandling de ansåg partiet genomgick under 1990-talet efter Sovjetunionens sammanbrott. Partiets ideologi är marxism-leninismen, de ger ut en månadstidning och har en ungdomsorganisation. De har egna radiosändningar i Radio Galère och deltar i Internationella kommunistiska seminariet där bl.a. svenska Kommunistiska Partiet också ingår.